# کالبدشناسی ده‌پایان
بدن ده‌پایان سخت‌پوست مانند خرچنگ، میگو و شاه‌میگو از ۱۹ قطعه تشکیل شده که در دو بخش اصلی به نام‌های سرسینه‌گاه cephalothorax و شکم‌گاه abdomen دسته‌بندی شده‌اند. هر قطعه ممکن است یک جفت اندام‌های آویزه‌ای داشته باشد گرچه این آویزه‌ها در برخی گروه‌ها تحلیل رفته یا حذف شده‌اند.

## سرسینه‌گاه

### سر
1. شاخکچه‌ها antennules
2. شاخک‌ها antennae
3. آرواره‌های زیرین mandible
4. آرواره‌های بالایی اول first maxillae
5. آرواره‌های بالایی دوم second maxillae

در بخش سر همچنین چشم مرکب قرار گفته‌است که معمولاً پایه‌دار است. به بخش انتهایی آرواره‌ها که به عنوان حسگر عمل می‌کند شاخک حسی palp گفته می‌شود.

### سینه‌گاه Thorax / نَوَردتنه Pereon
1. آرواره‌پاهای اول
2. آرواره‌پاهای دوم
3. آرواره‌پاهای سوم
4. نوردپاهای اول
5. نوردپاهای دوم
6. نوردپاهای سوم
7. نوردپاهای چهارم
8. نوردپاهای پنجم

بَرواره‌پاها Maxillipeds و آرواره‌پاها gnathopods آویزه‌های تغییریافته‌ای هستند که برای رساندن غذا به دهان استفاده می‌شوند. در ده‌پایانِ ابتدایی‌تر، آرواره‌پاها همانندی زیادی با نوردپا Pereiopod دارد. نَوَردپاها پاهایی هستند که کار اصلی آنها راه‌پیمایی است اما برای تغذیه هم استفاده می‌شوند. نوردپاهایی که دارای چنگ هستند اصطلاحاً چنگ‌پا cheliped یا به اختصار چنگ chela نامیده می‌شوند.

انگشت‌های تکان‌خورنده چنگ‌های ده‌پایان انگشتک dactyl نامیده می‌شوند.
نوردپاها حامل اندام جنسی ده‌پایان هستند و این اندام در ماده‌ها در سومین نوردپا و در نرها در پنجمین نوردپا جای گرفته‌اند. هر اندام آویزه‌ای از آرواره بالایی دوم تا نوردپای پنجم نیز یک آبشش را در خود جا داده است. در ناهنجاردُمان Anomura  (خرچنگ‌های گوشه‌گیر و جانوران مرتبط) جفت پنجم نوردپاها اغلب در درون اتاقک آبششی پنهان شده و برای نظافت آبشش‌ها استفاده می‌شود. سرسینه‌گاه ده‌پایان به‌وسیله یک پشت‌لاک پوشیده شده که کار آن حفاظت از اندام‌های داخلی و آبشش‌ها است؛ آن بخش از پشت‌لاک که از جلوی چشم‌ها بیرون زده منقارک rostrum نام دارد.

## شکم‌گاه Abdomen / شناتنه Pleon
1. شناپاهای اول first pleopods
2. شناپاهای دوم
3. شناپاهای سوم
4. شناپاهای چهارم
5. شناپاهای پنجم
6. دُم‌پاها

شناپاها Pleopod یا swimmeretsپاهای کوچکی هستند که کارکرد اصلی آن‌ها شنا کردن است اما برای حفاظت از تخم‌ها، گرفتن خوراک نیز به‌کار می‌رود. شناپاها گاه آبشش‌های خودرا دارند. در برخی گروه‌ها، یک یا دو جفت اول شناپاها در نرها تخصصی شده و برای بارورسازی ماده به‌کار می‌روند که در این حالت به آن‌ها زادپا gonopod گفته می‌شود.
در انتهای شناتنه Pleon دُم‌چتر tail fan قرار گرفته که از دُم‌پاها uropods دوشاخه‌ای و یک پایانچه telson تشکیل شده است. مقعد در پایانچه قرار دارد. جانور از دم‌چتر خود برای دُم‌زنی استفاده می‌کند که حرکتی فوری است برای فرار از صحنه پرخطر.
در خرچنگ‌ها و ده‌پایان خرچنگی‌شده carcinised شکم‌گاه در زیر سرسینه‌گاه چین خورده است.